# Bioretroalimentació
La bioretroalimentació (en anglès biofeedback) és una tècnica que s'utilitza per a controlar les funcions fisiològiques de l'organisme humà, mitjançant la utilització d'un sistema de retroalimentació que informa al subjecte de l'estat de la funció que es desitja controlar de manera voluntària. El terme biofeedback (original en anglès) està compost per la paraula grega bio, que significa vida i l'anglesa feedback que significa retroalimentació o retroinformació.

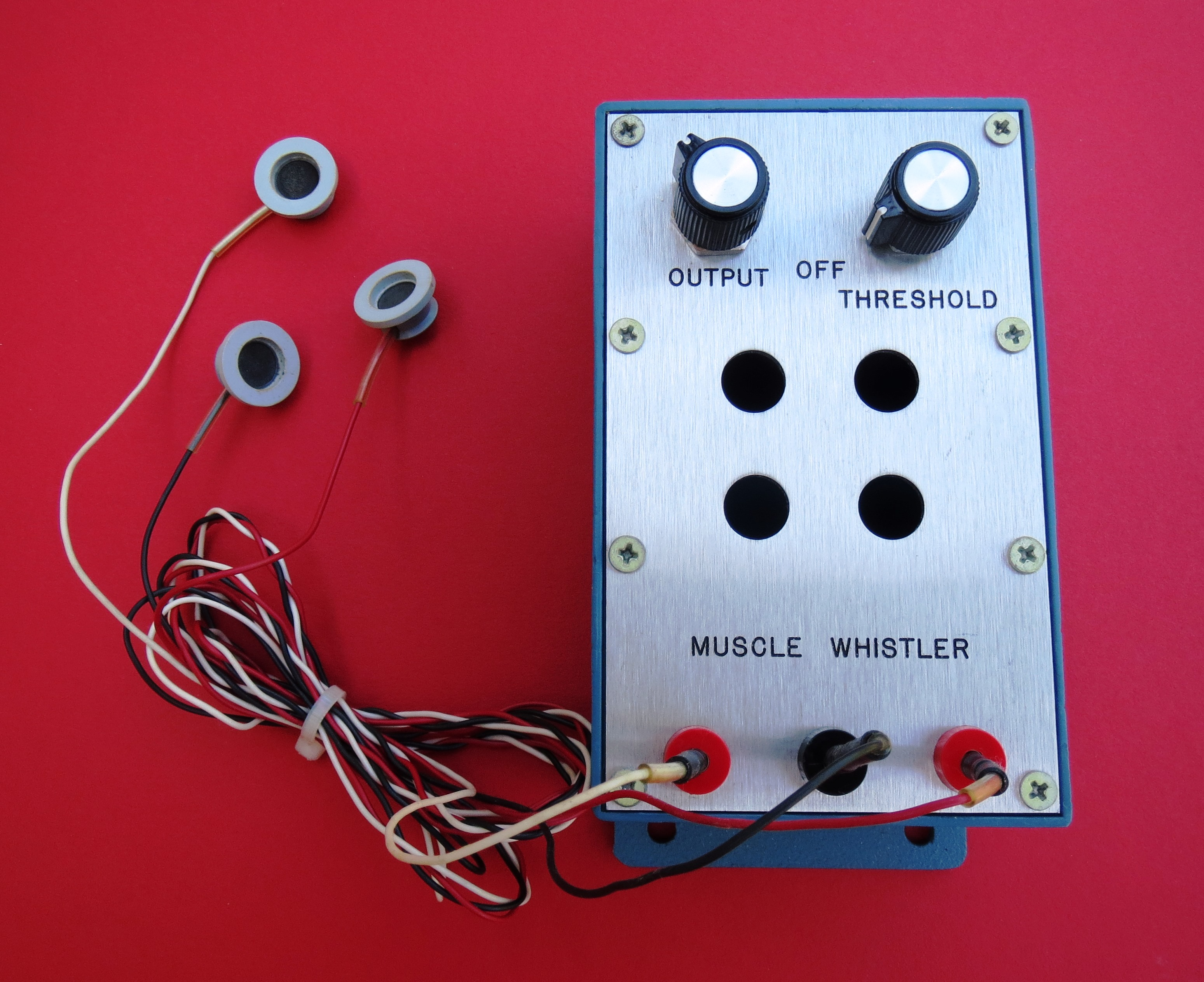
El Muscle Whistler va ser el primer dispositiu de bioretroalimentació introduït per detectar l'electromiograma a través d'elèctrodes a la superfície de la pell i proveir retroalimentació en la forma d'un to acústic. Aquest dispositiu va ser desenvolupat en 1971 pel Dr. Harry Garland i el Dr. Roger Melen a la Universitat Stanford.

## Definició
Tres organitzacions de professionals en bioretroalimentació, l'Associació de Psicofisiologia Aplicada i Biofeedback (AAPB), Biofeedback Aliança Internacional de Certificació (BCIA) i la Societat Internacional de Neurofeedback i la Investigació (ISNR) van arribar a un acord consensuat de la bioretroalimentació en el 2008.

## Tècniques de bioretroalimentació
Les tècniques de bioretroalimentació fan possible que un individu tingui consciència de funcions biològiques que en condicions normals no percep com la freqüència cardíaca, la pressió arterial o la conductància de la pell. La informació li arriba al subjecte en forma d'estímuls visuals o auditius que li informen sobre l'estat de la funció fisiològica concreta. Es pot utilitzar una escala graduada o una fila de llums que s'il·luminen o apaguen en funció de l'increment o disminució en la resposta fisiològica. En algunes ocasions s'utilitzen sons que canvien d'intensitat o de to.
Depenent del sistema fisiològic sobre el que s'informa al subjecte, la bioretroalimentació pot classificar-se en diferents tipus:
- Respostes del sistema nerviós somàtic, fonamentalment a través del electromiograma.
- Respostes del sistema nerviós autònom, que inclou pressió arterial, freqüència cardíaca, temperatura i ph estomacal entre d'altres.
- Resposta del sistema nerviós central, obtinguda a través del electroencefalograma on es detecten els ritmes cerebrals (ondes alfa, theta, SM i MU)
- Les tècniques de bioretroalimentació poden utilitzar-se per al tractament de diferents problemes de salut, com la impotència, incontinència d'esfínters, ansietat, insomni, hipertensió, lesions per esforç repetitiu (LER) i migranya.

## Sessió de bioretroalimentació en teràpia
Abans de començar qualsevol tractament de bioretroalimentació és fa una entrevista inicial on es recull el historial mèdic del pacient i el què vol tractar.
Al començar la teràpia de biokeedback el pacient és connecta a diferents aparells de mesura, que dependran del full de ruta que l'especialista hagi marcat. Tota la informació que s'obtingui gràcies a aquests aparells serà el punt de partida de la intervenció, i s'utilitzarà per definir el tipus d'entrenament que s'ha de realitzar. Es fa el control segons el tipus de resposta, n'hi ha de tres tipus: si es vol obtenir informació sobre el sistema nerviós somàtic, del sistema nerviós autònom o sobre el sistema nerviós central.
Un cop fetes es marquen les fites per a establir un objectius i es fa un pla d'entrenament.
Així durant l'entrenament serà el terapeuta el que ensenyi al pacient com realitzar els exercicis per poder controlar aquests nivells; l'instrueix perquè pugui centrar-se en la respiració, la relaxació, la concentració, la rememoració de records agradables, la utilització d'imatges que li evoquin diversos tipus de sensacions, etc. se li ensenya a utilitzar els aparells i es van fent controls per vigilar els progressos.
Per a cada patologia i per a cada persona s'adapta la teràpia

## Tècniques de bioretroalimentació en psicologia de l'esport
La bioretroalimentació és una tècnica en la que s'ensenya a l'atleta a controlar de manera voluntària algun procés biològic, com la freqüència cardíaca que, generalment, no està sota control voluntari.
Els objectius de l'entrenament en bioretroalimentacó són:
- Controlar l'activació facilitant estats de relaxació o d'activació; i
- Controlar les funcions fisiològiques per millorar aspectes com la eficiència cardiorespiratòria.